# بوزيدار غريغوروف
بوزيدار غريغوروف (بالبلغارية: Божидар Григоров)‏ مواليد 27 يوليو 1945 في صوفيا، هو لاعب كرة قدم بلغاري دولي سابق كان يلعب في مركز الهجوم. سبق له أن لعب في كأس العالم لكرة القدم مع منتخب بلاده في مونديال عام 1970م ومونديال عام 19704.

## المسيرة الاحترافية

### أندية لعب لها
- سلافيا صوفيا[2]

## روابط خارجية
- بوزيدار غريغوروف على موقع الاتحاد الدولي (مؤرشف)  (الإنجليزية)
- بوزيدار غريغوروف على موقع ناشيونال فوتبول تيمز (الإنجليزية)